# Hồ Jinyang
Hồ Jinyang là một hồ chứa nước nằm ở Jinju và Sacheon, Gyeongsangnam-do, Hàn Quốc. Bề mặt bao phủ nước xấp xỉ 29 km². Nó được hình thành vào 1970, bởi việc xây dựng một đập nơi mà sông Gyeongho và Deokcheon tạo thành sông Nam.
Hầu hết xung quanh hồ Jinju là công viên thành phố, được thành lập vào 1998. Khu vực này đã trở thành một điểm thu hút phổ biến ở địa phương, với khách sạn, nhà hàng, một vườn bách thú nhỏ, và công viên Jinju Land.
Hồ Jinyang, như một số khu vực khác ở Sông Nakdong, là nơi sinh sống của rái cá đang bị tuyệt chủng.

## Liên kết
- Trang chủ chính thức văn phòng công viên, tiếng Hàn Lưu trữ ngày 8 tháng 10 năm 2006 tại Wayback Machine